# Список видань серії «Українське письменство»

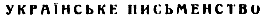
«Українське письменство» з титулу 1928 року

Список видань серії «Українське письменство» або список видань серії «Руська письменність» містить видання львівського товариства «Просвіта», які присвячені творам українських класиків під орудою Юліана Романчука від 1904 до 1920 року. 
Юліан Романчук задумував видання серії ще 1864 року на загальних зборах «Галицько-руської матиці». Внесок Романчука також полягав у тому, що до 1920 року він особисто розшукував тексти творів, особисто і безплатно редагував і корегував їх. Упродовж 1904–1920 років Юліан Романчук — редактор-видавець 23-х томів «Руської письменності». Надалі серію редагував Михайло Возняк до 1928 року.
У 1922 році за ініціативою Михайла Возняка та Івана Брика «Просвіта» зробила зміни до правопису й серію «Руська письменність» перейменовують на «Українське письменство». Михайло Возняк також пропонував змінити назву серії на «Українська національна література», куди мали потрапляти письменники одразу після своєї смерті, що входять в історію української літератури.
З листа Сергій Єфемова до Юліана Романчука від 26 травня 1904 року, 
Серія започаткована 1904 року й завершена 1928 року. Серед авторів переліку є такі діячі як: Іван Котляревський, Пантелеймон Куліш, Петро Гулак-Артемовський, Євген Гребінка, Григорій Квітка-Основ'яненко, Маркіян Шашкевич, Яків Головацький, Микола Устиянович, Антін Могильницький, Амвросій Метлинський, Микола Костомаров, Тарас Шевченко, Леонід Глібов, Ксенофонт Климкович, Володимир Шашкевич, Олекса Стороженко, Степан Руданський, Осип-Юрій Федькович, Сидір Воробкевич, Іван Нечуй-Левицький, Марко Вовчок, Іван Вагилевич і Тимко Падура.
Всього видано 33 найменувань у 15  авторських томах.  Серія збагатила українську літературну норму.

## Видання серії
| Том    | Титул | Автор, -ка                                                                 | Кількість сторінок | Рік  | Примітки      |
| ------ | ----- | -------------------------------------------------------------------------- | ------------------ | ---- | ------------- |
| I      |       | Іван Котляревський, Петро Гулак-Артемовський, Євген Гребінка               | 532                | 1904 | [ 5 ]         |
| I      |       | Іван Котляревський, Петро Гулак-Артемовський, Євген Гребінка               | 536                | 1908 | [ 6 ] [ 7 ]   |
| I      |       | Іван Котляревський                                                         | 344                | 1928 | [ 8 ]         |
| II. 1  |       | Григорій Квітка-Основ'яненко                                               | 539                | 1904 | [ 9 ]         |
| II. 1  |       | Григорій Квітка-Основ'яненко                                               | 544                | 1911 | [ 10 ] [ 7 ]  |
| II. 2  |       | Григорій Квітка-Основ'яненко                                               | 552                | 1905 | [ 11 ]        |
| II. 2  |       | Григорій Квітка-Основ'яненко                                               | 552                | 1913 | [ 12 ] [ 7 ]  |
| III    |       | Маркіян Шашкевич, Яків Головацький, Микола Устиянович, Антін Могильницький | 623                | 1906 | [ 13 ]        |
| III. 1 |       | Маркіян Шашкевич, Яків Головацький, Іван Вагилевич і Тимко Падура          | 456                | 1913 | [ 14 ] [ 7 ]  |
| III. 2 |       | Микола Устиянович, Антін Могильницький                                     | 510                | 1913 | [ 15 ] [ 7 ]  |
| IV     |       | Амвросій Метлинський, Микола Костомаров                                    | 493                | 1906 | [ 16 ]        |
| IV     |       | Амвросій Метлинський, Микола Костомаров                                    | 509                | 1914 | [ 17 ] [ 7 ]  |
| V. 1   |       | Тарас Шевченко                                                             | 543                | 1907 | [ 18 ]        |
| V. 1   |       | Тарас Шевченко                                                             | 552                | 1912 | [ 19 ] [ 20 ] |
| V. 2   |       | Тарас Шевченко                                                             | 532                | 1907 | [ 21 ]        |
| V. 2   |       | Тарас Шевченко                                                             | 544                | 1912 | [ 22 ] [ 20 ] |
| VI. 1  |       | Пантелеймон Куліш                                                          | 502                | 1908 | [ 23 ]        |
| VI. 2  |       | Пантелеймон Куліш                                                          | 559                | 1909 | [ 24 ]        |
| VI. 3  |       | Пантелеймон Куліш                                                          | 575                | 1909 | [ 25 ]        |
| VI. 4  |       | Пантелеймон Куліш                                                          | 528                | 1909 | [ 25 ]        |
| VI. 5  |       | Пантелеймон Куліш                                                          | 560                | 1910 | [ 26 ]        |
| VI. 6  |       | Пантелеймон Куліш                                                          | 700                | 1910 | [ 27 ]        |
| VII    |       | Леонід Глібов, Ксенофонт Климкович, Володимир Шашкевич                     | 580                | 1911 | [ 28 ]        |
| VIII   |       | Олекса Стороженко                                                          | 592                | 1911 | [ 28 ]        |
| IX. 1  |       | Степан Руданський                                                          | 456                | 1912 | [ 12 ]        |
| IX. 2  |       | Степан Руданський                                                          | 456                | 1913 | [ 29 ]        |
| IX. 3  |       | Степан Руданський                                                          | 478                | 1914 | [ 17 ]        |
| XI. 1  | \|    | Осип-Юрій Федькович                                                        | 510                | 1917 | [ 30 ] [ 31 ] |
| XI. 2  |       | Осип-Юрій Федькович                                                        | 320                | 1928 | [ 32 ]        |
| XII. 1 |       | Іван Воробкевич                                                            | 420                | 1909 | [ 33 ]        |
| XII. 2 |       | Іван Воробкевич                                                            | 412                | 1911 | [ 34 ]        |
| XII. 3 |       | Іван Воробкевич                                                            | 420                | 1921 | [ 35 ]        |
| XIV. 1 |       | Іван Нечуй-Левицький                                                       | 543                | 1920 | [ 36 ] [ 37 ] |
| XV. 1  |       | Марко Вовчок                                                               | 416                | 1923 | [ 38 ] [ 39 ] |